# Esapekka Lappi
Esapekka Lappi, född 17 januari 1991 i Pieksämäki, är en finländsk professionell rallyförare som kör för M-Sport Ford i WRC.
Han har tidigare tävlat för Citroën Total World Rally Team, Toyota Gazoo Racing och Škoda Motorsport.

## Karriär

### Tidig karriär

#### Karting och rallysprint

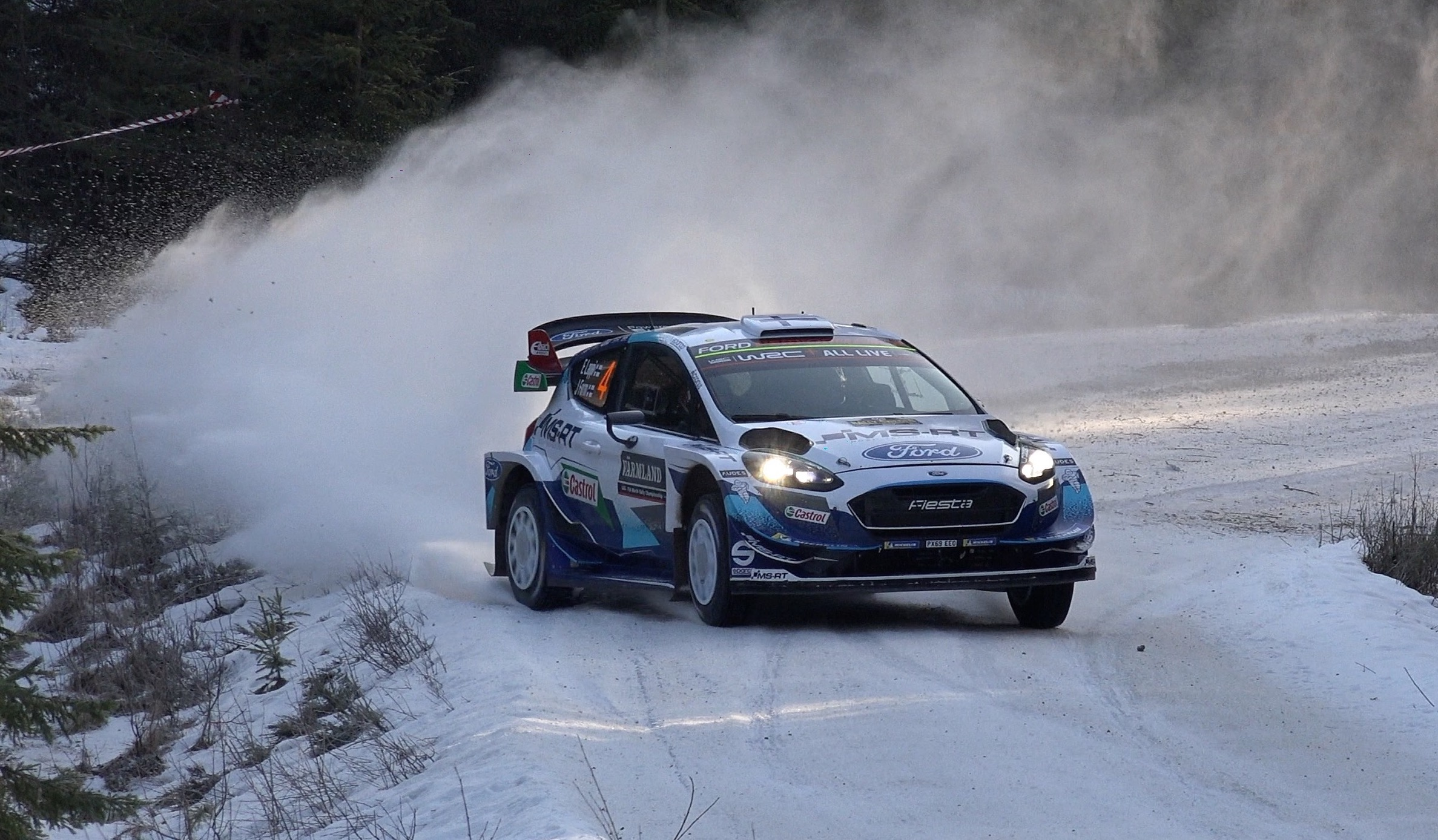
Lappi i Rally Sweden 2020.

Lappi inledde sin karriär med karting där han blev finsk mästare i ICA-klassen 2007. Samma år debuterade han i rally, när han som 17-åring körde en rallysprint med en Opel Astra. Året därpå körde han 21 rallysprintar och vann alla.

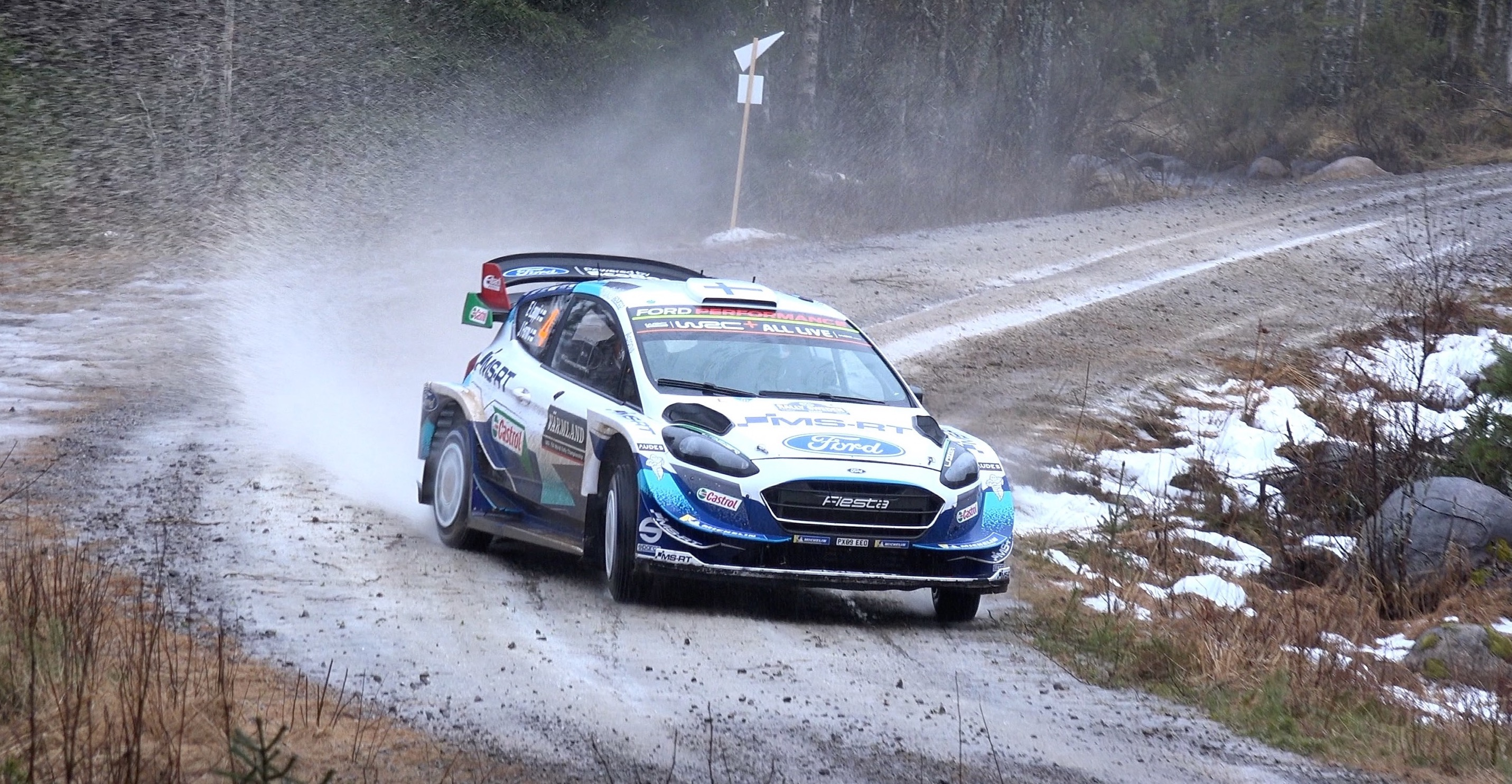
Lappi i Rally Sweden 2020.

#### Finska juniormästerskapet i rally
Under 2009 och 2010 tävlade han i finska mästerskapet i en Honda Civic Type-R i juniorklassen, där han kom på tredjeplats 2010. Samma år anslöt Janne Ferm som co-driver för Lappi, en position han har haft sedan dess.

#### Even Management
2011 bytte han till en Citroën C2 R2 Max, och vann R2-klassen i finska VM-rallyt. I slutet av året fick han kontrakt med Even Management, ett norskt managementföretag inom motorsport från Kongsvinger som också förvaltar Andreas Mikkelsen, Pontus Tidemand, Johan Kristoffersson och Ole-Christian Veiby.
Med Even Management i ryggen tog han 2012 steget till fyrhjulsdrivna bilar, då han fick tillgång till en Ford Fiesta i S2000-klassen. Han vann alla deltävlingar i finska mästerskapet och kårades till finsk mästare 2012.

#### Škoda Motorsport
Hans framgångar i Finland, tillsammans med ett bra stöd från Even Management gjorde att han blev kontrakterad av Škoda Motorsport i oktober 2012. Han vann sin första tävling med teamet samma höst, Rally Polen 2012, i en Škoda Fabia S2000.
Under 2013 deltog Lappi i hela säsongen av Asiatiska mästerskapet för Škoda, blandat med utvalda tävlingar i WRC-2, underklassen i WRC som körs med R5-bilar som är motorsvagare än WRC-bilar, och ERC (EM). Han vann tre av sex deltävlingar i Asiatiska mästerskapet och slutade på en total andraplats bakom sin teamkollega, indiern Gaurav Gill. 

I ERC deltog han bara i tre asfaltstävlingar och vann en av dem, Rallye International du Valais i Schweiz. Han kom på en total femte plats i mästerskapet.

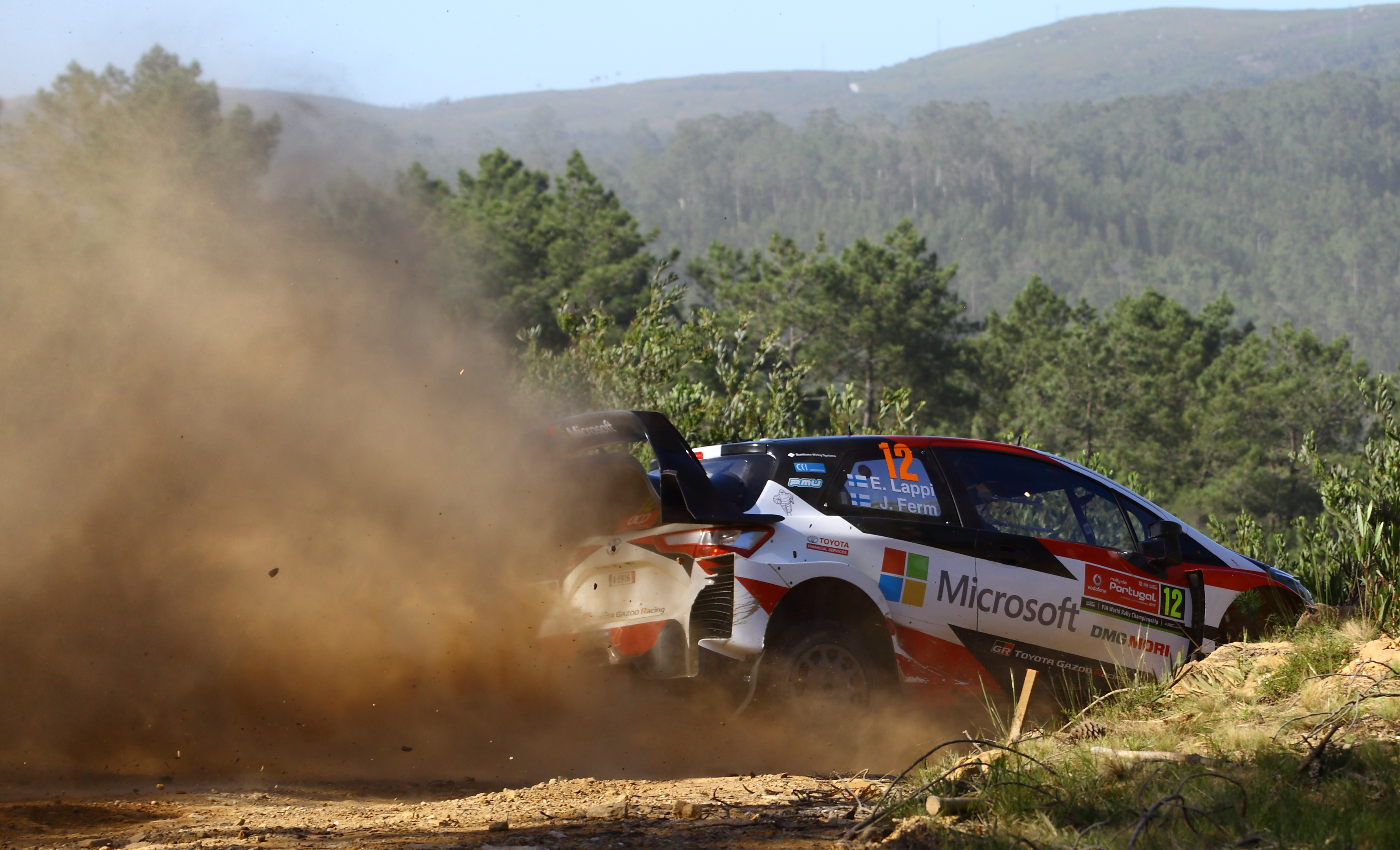
Lappi i sin debuttävling med Toyota, Portugal 2017.

I WRC-2 deltog han också i tre tävlingar och vann klassen i Rally de Portugal där han också kom på en total 10:e plats, och tog därigenom sin första VM-poäng.
2014 körde han hela EM-serien, ERC, där han korades till europeisk mästare efter vinster i deltävlingarna i Lettland, Nordirland och Schweiz.
Året därpå, 2015, fortsatte han i Škoda Motorsport som till året utvecklat en ny Skoda Fabia till R5-klassen, den klass som används i både WRC-2 mästerskapet, ERC och många regionala mästerskap. Han vann två deltävlingar i WRC-2, Polen och Finland, och avslutade säsongen på en total tredje plats i mästerskapet, bakom vinnaren Nasser Al-Attiyah från Qatar och tvåan Yuriy Protasov från Ukraina. När han vann klassen i Rally Finland slutade han också på sin dittills bästa totalplacering i en VM-tävling då han kom på en åttondeplats.
2016 blev det återigen full säsong i WRC-2 kategorin för Lappi, även denna gång med Škoda Motorsport. Han deltog i alla deltävlingar och vann fyra - Finland, Tyskland, Storbritannien och Australien. Det räckte för att vinna mästerskapet med 10 poäng före tvåan Teemu Suninen.

#### Toyota Gazoo Racing
Inför säsongen 2017 blev Lappi kontrakterad som tredjeförare av Toyota Gazoo Racing inför Toyotas återkomst i WRC efter 17 års frånvaro. Eftersom Toyota inte hann bygga en tredje bil till Lappi inledde han säsongen först i Portugal i maj. I sin andra tävling i bilen, på Sardinien, tog han sex sträcksegrar, däribland sin första någonsin och slutade på en total fjärde plats.
I sin fjärde start för teamet tog han sin första, och teamets andra, totalseger i WRC då han vann Rally Finland.

## Vinster i WRC[18]
| Säsong | Tävling       | Co-driver  | Bil              |
| ------ | ------------- | ---------- | ---------------- |
| 2017   | Rally Finland | Janne Ferm | Toyota Yaris WRC |